# 실연 쇼콜라티에
《실연 쇼콜라티에》(일본어: 失恋ショコラティエ)는 미즈시로 세토나의 만화 작품이다. 제36회 코단샤 만화상 〈소녀 부문〉을 수상했다.
《월간 플라워즈》 증간의 《린카》 (쇼가쿠칸)에서 3호부터 10호까지 연재된 후, 《월간 플라워즈》 본지에 연재지가 이동하게 되어, 동 잡지 2010년 11월호부터 정기 연재가 되었다. 단행본은 〈플라워 코믹스α〉로부터 전 9권이다.
2013년 10월 28일에 연속 드라마화가 발표되어, 2014년 1월부터 3월까지 방송되었다.

## 줄거리
고교 시절부터 동경해 온 사에코와 사귀고 있는 소타. 밸런타인 데이의 전날, 소타는 심혈을 기울여 만든 초콜릿을 선물한다. 그러나, 사에코는 받아주지 않았다. 애초에, 사귀고 있다고 생각한 것은 소타 혼자였던 것이다.
상심한 소타는, 거의 없는 돈과 조금의 짐만을 들고, 프랑스의 유명 케이크점·보네르를 방문해, 고용해달라고 신신부탁한다.
5년 후, 보네르의 일본 상륙이 정해져, 사에코의 눈에 보인 것은, 보네르 일본 진출점을 지지하는 젊은 셰프로서 소개된 소타였다.
소타는 단지 사에코를 돌아보게 하고 싶다는 마음 하나로 수업에 힘써왔다. 그러나, 사에코는 결혼이 정해져 있었다. 머지않아 소타는 독립해, 쇼콜라 전문점 〈쇼콜라 비〉를 개점한다.

## 등장인물
코유루기 소타
25세. 본작의 주인공. 본가가 케이크점으로, 고교 졸업 후에 제과 학교에 진학한다.
타카하시 사에코 【현 성:요시오카】
26세. 본작의 여주인공. 소타의 고교 1년 선배. 통칭:사에코.
올리비에 트렐뤼에
26세. 유명 대대로 이어 오는 점포 케이크점·트렐뤼에의 오너 4남.
이노우에 카오루코
32세. 소타의 본가 케이크점에서 일하고 있던 여성 종업원.
코유루기 마코토
59세. 소타와 마츠리의 아버지.
코유루기 마츠리
20세. 소타의 여동생. 대학생.
리쿠도 세이노스케
37세. 통칭:초콜릿의 귀공자.
카토 에레나
26세. 〈RICDOR〉를 선전하고 있는 모델. 26세.
세키야
25세. 〈RICDOR〉의 스태프인 남성. 25세.
요시오카 유키히코
38세. 사에코의 남편.
쿠라시나
25세. 에레나의 짝사랑 상대. 마이너한 밴드의 드러머.

## 서지 정보
일본
- 미즈시로 세토나 《실연 쇼콜라티에》 쇼가쿠칸 〈플라워 코믹스α〉 전 9권
  1. 2009년 1월 9일 발매, ISBN 978-4-09-132260-9
  2. 2009년 12월 11일 발매, ISBN 978-4-09-132824-3
  3. 2010년 12월 15일 발매, ISBN 978-4-09-133464-0
  4. 2011년 11월 10일 발매, ISBN 978-4-09-134114-3
  5. 2012년 5월 15일 발매, ISBN 978-4-09-134469-4
  6. 2013년 1월 10일 발매, ISBN 978-4-09-135055-8
  7. 2013년 9월 10일 발매, ISBN 978-4-09-135465-5
  8. 2014년 5월 9일 발매, ISBN 978-4-09-136114-1
  9. 2015년 2월 10일 발매, ISBN 978-4-09-136804-1

대한민국
- 대원씨아이 기간 6권 (2015년 10월 현재)
  1. 2010년 11월 15일 발매, ISBN 9788925268613
  2. 2011년 1월 15일 발매, ISBN 9788925271606
  3. 2011년 5월 15일 발매, ISBN 9788925276816
  4. 2012년 4월 4일 발매, ISBN 9788925296326
  5. 2012년 10월 15일 발매, ISBN 9788967252984
  6. 2015년 10월 15일 발매, ISBN 9791133406159

## 텔레비전 드라마
후지 TV 계열의 〈게츠쿠〉 시간대에서 2014년 1월 13일부터 3월 24일까지 방송되었다. 주연은 마츠모토 준.
캐치프레이즈는, 〈생큐, 짝사랑.〉 〈짝사랑, 계속.〉.

### 캐스트

#### 주요 인물
코유루기 소타 - 마츠모토 준 (아라시)
〈쇼콜라 비〉의 오너 쇼콜라티에.
요시오카 사에코 - 이시하라 사토미
소타가 15살 때부터 짝사랑하고 있는 여성. 기혼자.

#### 쇼콜라 비
이노우에 카오루코 - 미즈카와 아사미
파티시엘 겸 쇼콜라티엘. 세키야를 좋아한다.
올리비에 트렐뤼에 - 미조바타 준페이
쇼콜라티에. 〈파티스리 트렐뤼에〉의 도련님. 혼혈.
코유루기 마츠리 - 아리무라 카스미
대학생. 아르바이트 점원. 소타의 여동생.
코유루기 마코토 - 타케나카 나오토
〈쇼콜라 비〉의 전신인 〈파티스리 TOKIO〉의 오너 파티시에. 소타·마츠리의 아버지.

#### 리쿠도
리쿠도 세이노스케 - 사토 류타
오너 쇼콜라티에.
세키야 히로아키 - 카토 시게아키 (NEWS)
쇼콜라티에. 카오루코를 좋아한다.

#### 그 외
카토 에레나 - 미즈하라 키코
리쿠도의 친구.
요시오카 유키히코 - 마시마 히데카즈
사에코의 남편. 〈구루메 시카〉의 부편집장.

#### 게스트
후지모토 료코 - 나츠키 (제4화)
여배우.
쿠라시나 - 사토 유키 (제5 ~ 6화)
드러머.
유카링 - 와카츠키 유미 (노기자카46/제6화)
마츠리의 친구.
나카무라 다이스케 - 치바 유다이 (제7화)

### 스태프
- 원작 - 미즈시로 세토나 《실연 쇼콜라티에》
- 각본 - 아다치 나오코, 코시카와 미야코
- 음악 - Ken Arai
- 연출 - 마츠야마 히로아키, 미야키 쇼고, 세키노 무네노리, 시나다 슌스케, 오하라 카즈타카
- 주제가 - 아라시 〈Bittersweet〉 (제이 스톰)
- 플래시 애니 - 나카타 센지로
- 쇼콜라티에 감수 - 미우라 나오키
- 푸드 코디네이트 - 스미카와 케이코
- 프랑스어 지도 - 데미트리, 쿠로키 모토코
- 소작 협력 - 츠치쵸 그룹교, 국제 제과 전문 학교, 와코, 야마자키 마사야, 마츠모토 시노부
- 프로듀스 - 와카마츠 히로키, 오하라 카즈타카
- 프로듀스 보조 - 니시다 쿠미코, 오기타 마유미
- 제작 저작 - 후지 TV

### 방송 일자
| 각 화                                                       | 방송일          | 부제                                                   | 각본            | 연출              | 시청률 |
| ----------------------------------------------------------- | --------------- | ------------------------------------------------------ | --------------- | ----------------- | ------ |
| 제1화                                                       | 2014년 1월 13일 | 더 너에게 상처받고 싶어!!                              | 아다치 나오코   | 마츠야마 히로아키 | 14.4%  |
| 제2화                                                       | 1월 20일        | 오늘밤도 “망상”과 짝사랑이 멈추지 않는다               | 아다치 나오코   | 마츠야마 히로아키 | 12.7%  |
| 제3화                                                       | 1월 27일        | 달리기 시작한 사랑, 각각의 고백에                      | 아다치 나오코   | 미야키 쇼고       | 13.3%  |
| 제4화                                                       | 2월 3일         | 두 사람의 사랑은, 체스처럼                             | 코시카와 미야코 | 미야키 쇼고       | 11.8%  |
| 제5화                                                       | 2월 10일        | 애달파 애달파 애달파…                                  | 코시카와 미야코 | 마츠야마 히로아키 | 10.5%  |
| 제6화                                                       | 2월 17일        | 나, 실연하기로 했다                                    | 아다치 나오코   | 세키노 무네노리   | 12.0%  |
| 제7화                                                       | 2월 24일        | ……무슨, 눈물? 현실로 해도 되는 거야?                   | 아다치 나오코   | 미야키 쇼고       | 11.7%  |
| 제8화                                                       | 3월 3일         | 드디어 샛서방이 되었어                                 | 코시카와 미야코 | 시나다 슌스케     | 11.4%  |
| 제9화                                                       | 3월 10일        | 최종장 돌입! 맞는 것도 틀린 것도 없는, 이것이 사랑이다 | 아다치 나오코   | 오하라 카즈타카   | 11.2%  |
| 제10화                                                      | 3월 17일        | 최종회 전야! 미래에 아무것도 마음속에 그릴 수 없어     | 코시카와 미야코 | 미야키 쇼고       | 11.4%  |
| 최종화                                                      | 3월 24일        | 드디어 오늘밤, 전원의 짝사랑이 완결!                   | 코시카와 미야코 | 마츠야마 히로아키 | 13.7%  |
| 평균 시청률 12.3% (시청률은 칸토 지구·비디오 리서치사 조사) |                 |                                                        |                 |                   |        |

- 첫회·제2화·최종화는 15분 확대 (21:00 ~ 22:09).

### 관련 상품

#### 사운드트랙
후지 TV 계 게츠9 드라마 〈실연 쇼콜라티에〉 오리지널 사운드트랙
포니캐년으로부터 2014년 2월 26일 발매
전 작곡: Ken Arai
수록곡
1. Marble
2. Chocolat Concert
3. TALK 2 ME
4. LOVE GAME
5. Swingin' Chicks
6. Phonecall
7. SOUL TWIST
8. Sweet Little Lies
9. BOY
10. Kiss and Cry
11. Aube
12. Steppin'
13. Sugar Parade
14. Regrets
15. FISHBORN DISCO
16. DANCE MUSIC
17. Still In Love
18. Mushrooms
19. 8bit Paris
20. Double Dipper
21. French Rockstar
22. Rainbows